# Schinia cardui
Schinia cardui is een vlinder uit de familie uilen (Noctuidae). De wetenschappelijke naam is voor het eerst geldig gepubliceerd in 1790 door Hübner.
De soort komt voor in Europa.